# توني مايلز (لاعب شطرنج)
توني مايلز (بالإنجليزية: Tony Miles)‏ هو لاعب شطرنج بريطاني، ولد في 23 أبريل 1955 في برمنغهام في المملكة المتحدة، وتوفي بنفس المكان في 12 نوفمبر 2001 بسبب نوبة قلبية.

## وصلات خارجية
- توني مايلز على موقع مباريات الشطرنج (الإنجليزية)
- توني مايلز على موقع 365Chess.com (الإنجليزية)
- توني مايلز على موقع Chesstempo.com (الإنجليزية)
- توني مايلز سجل أولمبياد الشطرنج على موقع OlimpBase.org (الإنجليزية)